# Kinderkrankengeld
Das Kinderkrankengeld ist eine Leistung der gesetzlichen Krankenversicherung in Deutschland und kommt zum Tragen, wenn ein Elternteil wegen der Pflege eines kranken Kindes nicht arbeiten gehen kann.
Der Begriff „Kinderkrankengeld“ ist die umgangssprachliche Bezeichnung für „Krankengeld bei Erkrankung des Kindes“ gemäß § 45 SGB V. Synonym werden von verschiedenen Krankenkassen auch die Begriffe „Kinderpflege-Krankengeld“ oder „Kinderpflege-Krankentagegeld“ verwendet.

## Voraussetzungen
- ein ärztliches Attest muss die Notwendigkeit der Pflege des Kindes bestätigen, für gesetzlich Versicherte gibt es hierfür vom Arzt das Muster 21: „Ärztliche Bescheinigung für den Bezug von Krankengeld bei Erkrankung eines Kindes“[1]
- keine andere im Haushalt lebende Person die Pflege übernehmen kann (ebenfalls berufstätig oder selbst erkrankt)
- das Kind das 12. Lebensjahr noch nicht vollendet hat oder behindert ist
- das Kind bei einer gesetzlichen Krankenkasse versichert ist
- für die Auszahlung durch die Krankenkasse muss hierfür ein Antrag ausgefüllt werden.

Der Anspruch auf Kinderkrankengeld besteht für alle Versicherten in der gesetzlichen Krankenversicherung. Sind beide Ehepartner privat versichert, so besteht kein Anspruch auf Kinderkrankengeld nach § 45 SGB V.
Gemäß § 44 SGB V (Sozialgesetzbuch Fünftes Buch - Gesetzliche Krankenversicherung) haben gesetzlich versicherte Arbeitnehmer und Selbstständige Anspruch auf Krankengeld, wenn sie wegen Krankheit arbeitsunfähig sind. Dies gilt auch, wenn sie ein krankes Kind betreuen und dadurch arbeitsunfähig werden. Die Regelungen zum Krankengeld gelten unabhängig davon, ob das Kind privat oder gesetzlich versichert ist.
- § 44 Abs. 1 SGB V regelt, dass gesetzlich versicherte Arbeitnehmer im Krankheitsfall Krankengeld erhalten, wenn sie länger als sechs Wochen arbeitsunfähig sind und ihre Arbeitsunfähigkeit ärztlich bestätigt wurde.

Laut § 45 SGB V haben Eltern, die aufgrund der Betreuung eines erkrankten Kindes arbeitsunfähig sind, ebenfalls Anspruch auf Krankengeld. Auch hier spielt es keine Rolle, ob das Kind privat oder gesetzlich versichert ist.
- § 45 Abs. 2 SGB V regelt, dass Eltern Anspruch auf Krankengeld haben, wenn sie aufgrund der Betreuung eines kranken Kindes (unter 12 Jahren) arbeitsunfähig sind.

Sind beide Eltern gesetzlich versichert, jedoch in unterschiedlichen Krankenkassen, so zahlt die Krankenkasse der Betreuungsperson das Krankengeld, unabhängig davon, wo das Kind versichert ist.
Für privat Versicherte heißt das, sie müssen andere Wege gehen. Arbeitnehmer sind nach § 616 BGB berechtigt, z. B. wegen der Krankheit eines Kindes, bei Entgeltfortzahlung vorübergehend zu Hause zu bleiben. Häufig ist diese Regelung im Arbeits- oder Tarifvertrag genauer geregelt, z. B. wie viele Tage pro Jahr möglich sind. Der Arbeitgeber ist hiervon nur befreit, wenn dies im Arbeits- oder Tarifvertrag explizit ausgeschlossen ist. Die Höhe der Zahlung beträgt ggf. 100 %.
Selbständige, die gesetzlich krankenversichert sind, haben nach einem Urteil des Bundessozialgerichts gesetzlich Anspruch auf Kinderkrankengeld erst ab dem 43. Krankheitstag des Kindes – dem Tag, an dem sie Anspruch auf Krankengeld hätten. Viele Krankenkassen übernehmen diese Leistung für Selbständige jedoch bereits ab dem ersten Krankheitstag des Kindes. Dies und die genaue Art der Anspruchsberechnung, die im Gesetz nur vage beschrieben ist und von daher von den Krankenkassen unterschiedlich gehandhabt wird, sollte mit der eigenen Krankenkasse bei Bedarf geklärt werden.

## Soziale Verantwortung des Arbeitgebers
Grundsätzliches: Sofern der Arbeitgeber im Arbeitsvertrag (oder auch per Tarifvertrag) die Entgeltfortzahlung bei Erkrankung des Kindes nicht ausgeschlossen hat, gilt der § 616 BGB. Der Arbeitgeber ist verpflichtet, dem Arbeitnehmer bis zu 5 Tage bezahlten Sonderurlaub zu gewähren. Erst danach greift die Regelung zum Krankengeld über die gesetzlichen Krankenkassen.
Siehe auch Regelungen zum Sonderurlaub gemäß Arbeitsrecht, zu § 616 BGB und
IHK-Auszug.
Arbeitsrecht:
Entsprechend der Rechtsprechung des Bundesarbeitsgerichts ist der Arbeitgeber verpflichtet, Eltern in diesen Fällen freizustellen und das Gehalt weiterzuzahlen. Ausnahmen hiervon können jedoch im Arbeitsvertrag verankert werden. In diesen Fällen haben die Eltern einen Anspruch auf unbezahlten Urlaub und gleichzeitig Anrecht auf das Kinderkrankengeld der gesetzlichen Krankenkassen.

## Höhe
Die Berechnung der Höhe des Kinderkrankengeldes wurde zum 1. Januar 2015 geändert. Zuvor wurde es wie das Krankengeld bei Arbeitsunfähigkeit nach dem regelmäßig erzielten Arbeitsentgelt vor der Freistellung wegen der Kinderbetreuung berechnet. Nunmehr wird das während der Freistellung ausgefallene Arbeitsentgelt herangezogen. Die Berechnung soll dadurch transparenter, gerechter und unbürokratischer werden.
Die Höhe wird durch folgende Regeln ermittelt:
1. Das (Brutto-)Kinderkrankengeld beträgt nach § 45 Abs. 3 Satz 3 SGB V 90 % des ausgefallenen Nettoarbeitsentgelts (Differenz zwischen theoretischem Netto-Arbeitsentgelt ohne Freistellung und tatsächlich ausgezahltem Entgelt).
2. Hat der Beschäftigte in den letzten 12 Monaten vor der Freistellung beitragspflichtige Einmalzahlungen im Sinne von § 23a SGB IV erhalten (z. B. Urlaubs-/Weihnachtsgeld), so beträgt das Kinderkrankengeld 100 % des während der Freistellung ausgefallenen Nettoarbeitsentgeltes, und zwar unabhängig von der Höhe der Einmalzahlungen.
3. Deckelung: Das kalendertägliche (Brutto-)Kinderkrankengeld darf 70 % der kalendertäglichen Beitragsbemessungsgrenze in der Krankenversicherung nicht übersteigen (Beispiel 2019: 4.537,50 €/Monat × 70 % ÷ 30 Tage/Monat = 105,88 €/Tag).

Während der Freistellungszeit werden weiter Sozialversicherungsbeiträge gezahlt, und zwar auf 80 % des ausgefallenen Bruttoverdienstes (jedoch max. auf 80 % der jeweiligen Bemessungsgrenze).
Vom ermittelten (Brutto)-Kinderkrankengeld werden daher Beiträge zur Renten-, Arbeitslosen- und Pflegeversicherung in Höhe des üblichen Arbeitnehmer-Beitragssatzes abgezogen, bevor die Krankenkasse das Kinderkrankengeld an den Beschäftigten auszahlt.
Den Rest der fälligen Sozialversicherungsbeiträge trägt die Krankenkasse.

## Dauer
Der Anspruch auf Kinderkrankengeld besteht in jedem Kalenderjahr für „jedes“ Kind längstens 10 Arbeitstage, jedoch maximal 25 Arbeitstage (selbst bei 3 und mehr Kindern). Bei Alleinerziehenden und falls beide Elternteile arbeiten, besteht ein Anspruch auf 20 Tage pro Kind, jedoch maximal 50 Tage. Der Arbeitgeber muss den betreffenden Arbeitnehmer für diese Zeit freistellen.
Eine Verrechnung zwischen den Eltern erfolgt nicht. Der Anspruch kann aber jeweils mit Zustimmung des Arbeitgebers auf den anderen Elternteil übertragen werden, wenn ein Elternteil aus persönlichen oder beruflichen Gründen nicht der Arbeit fernbleiben kann.
- Seit dem 1. August 2002 ist aufgrund des Gesetzes zur Sicherung der Betreuung und Pflege schwerstkranker Kinder für schwerstkranke Kinder, die nach ärztlichem Zeugnis nur noch eine Lebenserwartung von Wochen oder wenigen Monaten haben, das Kinderkrankengeld zeitlich unbegrenzt.
- auch wenn das Arbeitsverhältnis während des Kalenderjahres beginnt oder endet, besteht der volle Anspruch auf Kinderkrankengeld wie für das gesamte Kalenderjahr.

## Inanspruchnahme
Die Zahl der Anträge auf Kinderkrankentagegeld ist 2023 deutlich zurückgegangen, liegt aber noch immer um 71 Prozent über dem Niveau des ersten Pandemiejahres 2020. Bei der Techniker Krankenkasse etwa gingen 2023 rund 605.000 Anträge ein. Im Jahr davor lag die Zahl bei rund 682.000 Anträgen.

## Sonstiges
- Freistellung nur auf Antrag bei der Krankenkasse und dem Arbeitgeber.
- der Freistellungsanspruch kann nicht durch Arbeitsvertrag beschränkt oder ausgeschlossen werden.
- Rückwirkend zum 5. Januar 2021 trat als Bestandteil der Maßnahmen der Bundesregierung zur Corona-Pandemie eine Gesetzesänderung zur befristeten Ausweitung des Anspruchs auf Kinderkrankengeld in Kraft.[6]
- Während der Coronapandemie gab es auch dann Zahlungen für Eltern, wenn sie wegen geschlossener Schulen oder Kitas nicht arbeiten konnten. Dieser Anspruch ist im April 2023 ausgelaufen.[7]
- Im Oktober 2023 stimmte der Bundestag einem Gesetzesentwurf zu, der die Zahl der Tage in Verlängerung der Corona-Regelungen auch für 2024 und 2025 auf jeweils 15 Tage pro Kind und Elternteil festlegt. Maximal gibt es in diesen beiden Jahren jeweils 35 statt 25 Kinderkrankentage pro Antragsberechtigtem. Außerdem sind nun solche Tage vom Anrechnen ausgenommen, an denen ein Kind stationär (zum Beispiel im Krankenhaus) aufgenommen wurde.[8]
- Seit Oktober 2023 können Eltern ein Attest für die ersten fünf Tage auch telefonisch beantragen, sofern das Kind dem Arzt bekannt ist.[9] Die Möglichkeit der telefonischen Kinderkrankschreibung gilt allerdings vorerst nur bis zum 30. Juni 2024.[10] Gesundheitsminister Karl Lauterbach machte Pläne für eine weitere Änderung bekannt, nach der ein ärztliches Attest erst ab dem vierten Krankheitstag nötig sein soll.[11]

## Situation in anderen Staaten
In Finnland besteht ein Anrecht auf vier Tage pro Jahr Freistellung bei Krankheit eines Kindes; dabei wird das volle Gehalt gewährt.
In Frankreich besteht ein Freistellungsanspruch bei Krankheit eines Kindes, für bis zu 120 Tage im Jahr unabhängig von der Kinderzahl, mit einer im Vergleich zu Deutschland niedrigeren Zahlung (allocation de présence parentale) an die Eltern.
In Luxemburg kann bei schwerer Krankheit eines Kindes Sonderurlaub gewährt werden. Während der Freistellung erhält der Arbeitnehmer eine dem Krankengeld in Luxemburg gleichgestellte Zahlung.
In Polen werden Eltern wegen Krankheit eines Kindes bis zu 60 Tage pro Jahr voll bezahlt freigestellt.
In Schweden werden Eltern bei Krankheit eines Kindes auch längere Zeit freigestellt. Verschiedene Quellen berichten von 60  oder aber von 120  Tagen Freistellung pro Jahr und Kind, bis zum 12. Lebensjahr des Kindes. Die Person, die sich zum Zweck der Betreuung des Kinds von der Arbeit freistellen ließ und die nicht notwendigerweise mit dem Kind verwandt sein muss , bekommt ein zeitweiliges Elternschaftsgeld in Höhe von 80 % des Einkommens von den lokalen Sozialkassen. Die Freistellung wird auch gewährt, wenn eine Person, die das Kind betreut, erkrankt, oder für Arztbesuche, Einschulungen und ähnliche Situationen.
Oftmals gelten großzügigere Regelungen für behinderte oder pflegebedürftige Kinder.